# Vlastimil Bubník
Temple de la renommée de l'IIHF : 1997
Temple de la renommée du hockey tchèque :
Vlastimil Bubník (né le 18 mars 1931 à Kelč en Tchécoslovaquie et mort le 6 janvier 2015 à Prague) est un joueur tchécoslovaque de football et de hockey sur glace.

## Carrière au hockey sur glace
Il participe aux championnats nationaux de Tchécoslovaquie et d'Autriche avec les clubs suivants :
- 1948 à 1953 : SK Králove Pole
- 1953 à 1962 : Rudá hvězda Brno (7 titres nationaux)
- 1962 à 1966 : ZKL Brno (4 titres nationaux)
- 1966 à 1968 : Sokol Vítkovické železárny
- 1968 à 1971 : VEU Feldkirch (Autriche)

Il participe également à 4 Jeux olympiques d'hiver où il remporte la médaille de bronze en 1964 ; outre ces Jeux il joue cinq autres championnats du monde en 1953, 1954, 1955, 1961 et 1963. Il dispute un total de 127 matches avec l'équipe nationale, dont il est un temps le capitaine, et marque 121 buts en 13 saisons de 1951 jusqu'aux Jeux olympiques de 1964.
Il est intronisé au Temple de la renommée de l'IIHF lors de la création de celui-ci en 1997.

### Palmarès
- Champion de Tchécoslovaquie 1955, 1956, 1957, 1958, 1960, 1961, 1962, 1963, 1964, 1965, 1966.
- Médaille de bronze aux Jeux olympiques d'hiver de 1964.
- Meilleur pointeur de l'histoire du hockey sur glace masculin aux Jeux olympiques avec 37 points en 4 olympiades[3].

## Carrière au football
En tant qu’attaquant, il est international tchécoslovaque à 11 reprises (1957-1960) et marque 4 buts.
Il honore sa première sélection le 1er mai 1957, contre le pays de Galles, match qui se termine par une victoire (1-0), dans le cadre des éliminatoires de la Coupe du monde 1958, mais il ne participe pas à la phase finale.
Ses 4 buts sont les suivants : un contre la RDA, deux contre la Roumanie (en quarts de finale de l’Euro 1960, un par match) et un contre la France à l’Euro 1960.
À l’Euro 1960, il est titulaire contre l’URSS en demi, titulaire et buteur à la 58e minute contre la France lors du match pour la troisième place, ce match étant sa dernière sélection avec la Tchécoslovaquie.
Il joue en club au Rudá Hvězda Brno, avec lequel il ne remporte rien.